# Daniel Patrick Moynihan
Daniel Patrick Moynihan (Tulsa, 16 marzo 1927 – Washington, 26 marzo 2003) è stato un politico, sociologo e diplomatico statunitense.
Membro del Partito Democratico, ha rappresentato New York al Senato degli Stati Uniti ed è stato consigliere del presidente repubblicano degli Stati Uniti Richard Nixon.

## Biografia
Nato a Tulsa, in Oklahoma, Moynihan si è trasferito in giovane età a New York City. A seguito di un periodo di lavoro in marina, ha conseguito un dottorato di ricerca in storia all'Università Tufts. Ha lavorato nello staff del governatore di New York W. Averell Harriman prima di unirsi all'amministrazione del presidente John F. Kennedy nel 1961. Ha lavorato come Assistente segretario del lavoro sotto Kennedy e il presidente Lyndon B. Johnson, dedicando gran parte del suo tempo alla guerra contro la povertà. 
Nel 1965 pubblicò il controverso Rapporto Moynihan, The Negro Family. The Case for National Action, in cui le donne nere, "mascoline e sessualmente indisciplinate", sono indicate come la causa di un "intrico patologico" che mette in questione la famiglia, la sue figure di autorità e la sua funzione di "socializzazione". L'intervento - con il quale bell hooks si confronta apertamente dichiarando l'evidenza della funzione svolta dal "sessismo razzista" per sostenere le trasformazioni del capitalismo - ha lo scopo di sostenere l'abolizione dei sussidi in favore delle famiglie con figli a carico, di cui le donne nere erano le maggiori e dirette beneficiarie. 
Moynihan lasciò l'amministrazione Johnson nel 1965 e divenne professore alla Harvard University.
Nel 1969, accettò l'offerta di Nixon di servire come Assistente del presidente per le politiche interne, e fu elevato alla carica di Consigliere del presidente più tardi nello stesso anno. Lasciò l'amministrazione alla fine del 1970 e accettò l'incarico di Ambasciatore degli Stati Uniti in India nel 1973. Accettò la nomina del Presidente Gerald Ford alla posizione di Rappresentanti permanenti per gli USA alle Nazioni Unite nel 1975, mantenendola fino al 1976, quando vinse le elezioni al Senato.
Moynihan ha rappresentato New York al Senato dal 1977 al 2001. Ha ricoperto il ruolo di Presidente della Commissione Senato per l'ambiente dal 1992 al 1993 e di Presidente della Commissione finanze del Senato dal 1993 al 1995. Ha anche guidato la Moynihan Secrecy Commission, che ha studiato il regolamento di informazioni classificate. È emerso come forte critico della politica estera del presidente Ronald Reagan e si è opposto al piano di assistenza sanitaria del presidente Bill Clinton. Si è spesso espresso contro le posizioni liberali, ma si è opposto alla riforma del welfare negli anni '90. Ha anche votato contro la Defense of Marriage Act, l'Accordo Nordamericano per il Libero Scambio e l'autorizzazione del Congresso per la guerra del Golfo.